# Parafia Ewangelicko-Augsburska Świętej Trójcy w Warszawie

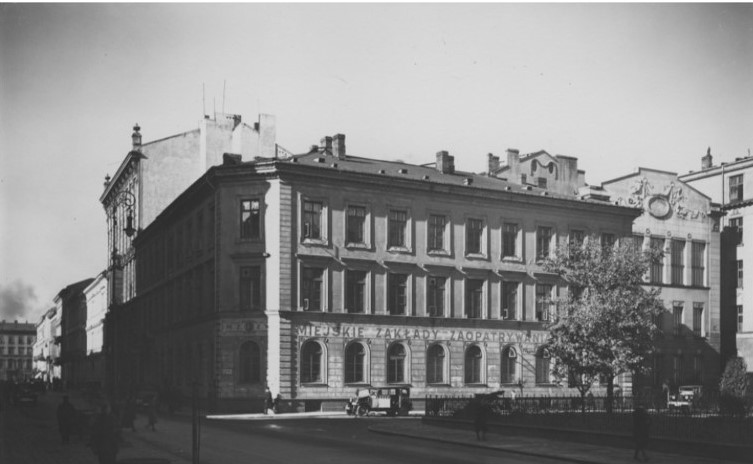
Budynek Gimnazjum Żeńskiego im. Królewny Anny Wazówny przy ul. Kredytowej 2 prowadzonego przez parafię

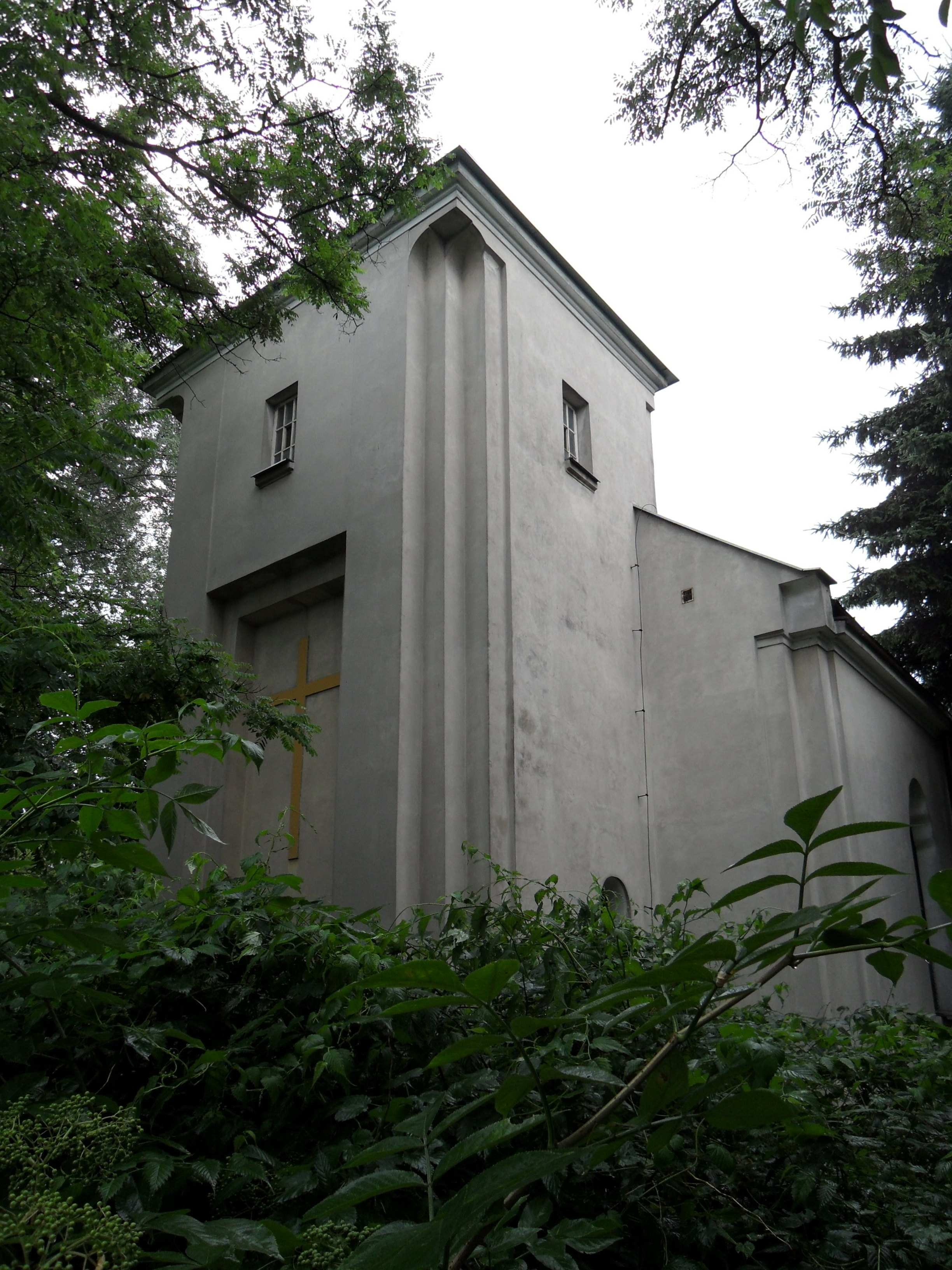
Kościół filialny przy ul. Cietrzewia we Włochach

Parafia Ewangelicko-Augsburska Świętej Trójcy – największa parafia Kościoła Ewangelicko-Augsburskiego w Warszawie, należąca do diecezji warszawskiej. 
Parafia administruje: kościół parafialny, dwa filiały i cmentarz. W 2024 parafia liczyła 1965 wiernych, naukę w ramach szkółki niedzielnej odbywało 60 uczniów.

## Kościół Św. Trójcy w Warszawie
Świątynia jest głównym kościołem parafii Świętej Trójcy w Warszawie. Budynek przy placu Małachowskiego 1 ma 58 m, a średnica rotundy wynosi 33,4 m.
W latach 1906–1951 parafia prowadziła męskie Gimnazjum im. Mikołaja Reya, a od 1925 żeńskie Gimnazjum im. Królewny Anny Wazówny.

## Kościół filialny w dzielnicy Włochy
Jedyny w Warszawie luterański kościół filialny znajduje się przy ul. Cietrzewia 22 w dzielnicy Włochy.
15 listopada 1936 r. poświęcono kamień węgielny pod budowę kościoła, według planów braci Goetzenów. Kościół poświęcono 6 stycznia 1939 r. Po wojnie kościół zajęty był przez intendenturę. Z dokonanej zbiórki w latach 1946–1950 dokonano remontu kościoła i wykonano prace porządkowe. Od 1951 r. w kościele wznowiono odprawianie nabożeństw. W 2016 roku kościół we Włochach otrzymał dzwonnicę z reformacyjnym dzwonem „Pan jest pasterzem moim”, a 6 stycznia 2017 roku kościół otrzymał wezwanie Objawienia Pańskiego. Podczas nabożeństwa biskup diecezji warszawskiej, ks. Jan Cieślar oraz proboszcz ks. Piotr Gaś odsłonili tablicę upamiętniającą to wydarzenie.

## Kaplica w Ewangelickim Ośrodku Diakonii „Tabita” w Konstancinie-Jeziornie
Ośrodek powstał w I połowie XX wieku w Konstancinie-Jeziornie, gdzie dla sióstr żeńskiego diakonatu parafii zakupiono tereny nad rzeczką Jeziorką. Wybudowano tam dom Diakonatu Warszawskiego oraz pensjonat dla rekonwalescentów. Ośrodek prowadził intensywną działalność opiekuńczą. Przez lata ośrodek stanowił zaplecze rehabilitacyjne dla Szpitala Ewangelickiego w Warszawie. Przez cały okres okupacji niemieckiej był miejscem udzielania pomocy poszkodowanym. 
Po II wojnie światowej Parafia Ewangelicko-Augsburska prowadziła w budynku Tabity Dom Opieki i Dom Sierot. Od stycznia 2010 roku Tabita jest częścią Grupy LUX MED

## Cmentarz ewangelicko-augsburski w Warszawie
W 1792 roku Zbór Warszawski kościoła luterańskiego wydzierżawił teren pod założenie cmentarza przy ul. Młynarskiej w 1792. W latach 1833−1835 na cmentarzu wzniesiono kaplicę Halpetrów ufundowaną przez Marię ze Słuckich Halpertową.

## Duchowni
Jako proboszczowie i wikariusze parafii, działał szereg duchownych, zasłużonych dla całego Kościoła Ewangelicko-Augsburskiego w Polsce, m.in.:
Juliusz Bursche, Ryszard Danielczyk, Adam Hławiczka, Karol Gustaw Manitius, Zygmunt Michelis, Leopold Otto, Waldemar Preiss, Ryszard Trenkler, Jan Walter i Włodzimierz Nast.

## Liczba wiernych parafii
| Rok  | Liczba wiernych |
| ---- | --------------- |
| 1997 | 2097            |
| 1998 | 2058            |
| 1999 | 2037            |
| 2000 | 1992            |
| 2001 | 1962            |
| 2002 | 1974            |
| 2003 | 1974            |
| 2004 | 1970            |
| 2005 | 1997            |
| 2006 | 2029            |
| 2007 | 2056            |
| 2008 | 1677            |
| 2009 | 1688            |
| 2010 | 1685            |
| 2011 | 1707            |
| 2012 | 1721            |
| 2013 | 1744            |
| 2014 | 1764            |
| 2015 | 1785            |
| 2016 | 1792            |
| 2017 | 1820            |
| 2018 | 1834            |
| 2019 | 1819            |
| 2020 | 1847            |
| 2021 | 1870            |
| 2022 | 1916            |
| 2023 | 1934            |
| 2024 | 1965            |